# Fordlândia
Fordlândia (inicialmente: projeto agroindustrial) é um distrito brasileiro de 14 568 km² de extensão, no município paraense de Aveiro, situado às margens do Rio Tapajós, na Amazônia. Recebeu este nome porque foi uma cidade operária do projeto agroindustrial "Fordlândia" do empresário norte-americano Henry Ford em 1927.
O projeto, que emprestou o nome ao atual distrito, foi uma vasta área de terras adquirida pelo empresário, através de sua empresa Companhia Ford Industrial do Brasil, por concessão do estado do Pará de iniciativa do então governador Dionísio Bentes. 
O projeto foi oficialmente encerrado em 24 de dezembro de 1945, em acordo entre a Ford e o governo federal. A partir de então, conhecido pela metáfora cidade fantasma, após os funcionários abandonarem os galpões e o maquinário. Mas legalmente virou uma Região Rural de Aveiro, na década de 1970 ocorreu a criação da rodovia Cuiabá-Santarém que trouxe para a região uma nova fronteira agrícola. Em 2017 foi elevada à categoria de Distrito (conforme Lei Municipal 134/2017).
Ford também sonhava em recriar uma nova América, que estava se deteriorando em seu país. Assim ergueu, nas margens do rio Tapajós, uma localidade com boa infraestrutura: luz elétrica, praças, cinemas, piscinas, campos de golfe e casas nos moldes das pequenas cidades dos Estados Unidos. Atualmente pleiteia emancipação política.
Em 1990, foi iniciada uma petição IPHAN para tombamento e preservação do patrimônio material das áreas de Fordlândia e Belterra, ainda em análise devido a necessidade de regularização fundiária e a dificuldade de acesso ao local (distante quatro horas de Santarém por via fluvial).

## História

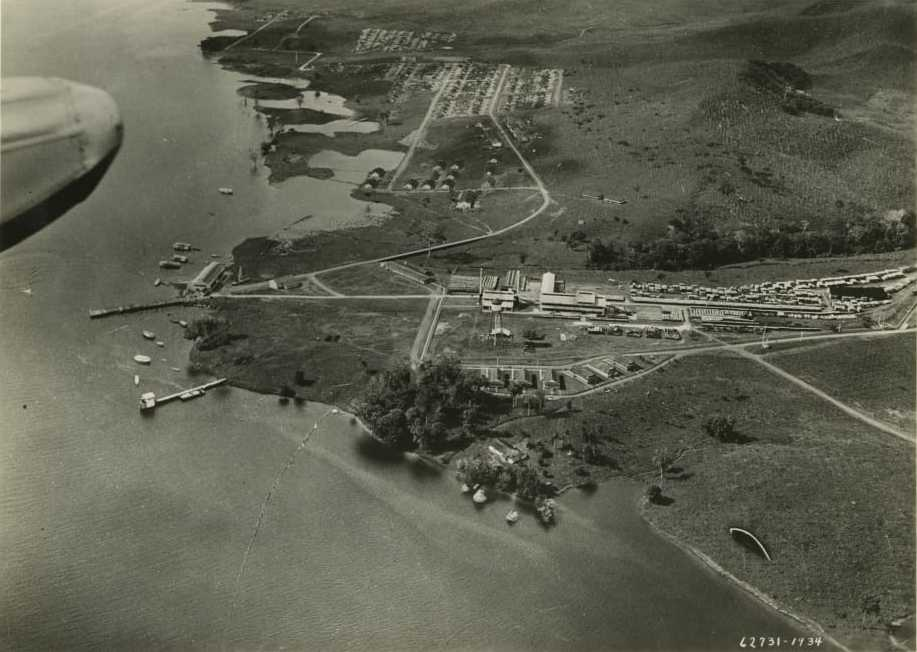
Vista aérea de Fordlândia em 1934

Ford com este projeto tinha dois objetivos: sonhava em recriar uma nova América, que sob seu ponto de vista, estava se deteriorando aceleradamente em seu país natal; além da intenção de tornar Fordlândia o polo fornecedor de látex aos seus empreendimentos (que causou entusiasmo nos Estados Unidos), já que o material era necessário a confecção de pneus para seus automóveis, pois o estado Pará foi uma potência neste segmento, no período chamado Ciclo da borracha (1879-1912). Até então, as empresas de Ford eram dependentes da borracha produzida no Sudeste da Ásia (como na Malásia na época colônia britânica).
Os termos da concessão, proposta pelo então governador Dionísio Bentes, isentavam a Companhia Ford do Brasil pagamento de qualquer taxa de exportação dos bens produzidos na gleba (borracha, látex, pele, couro, petróleo, sementes, madeira e outros). Jorge Dumont Villares, representante do governador, conduziu as negociações em visita a Henry Ford nos EUA, enquanto no Brasil "O. Z. Ide" e "W. L. Reeves Blakeley" representaram a Ford. A concessão foi aprovada pela Assembleia Legislativa, em 30 de setembro de 1927.
A terra era infértil e pedregosa e os gerentes da fabricante de automóveis Ford Motor Company tinham pouca experiência em agricultura equatorial, acarretando no plantio incorreto das seringueiras – árvores de onde se extrai o látex – plantadas muito próximas umas das outras, o oposto das naturalmente muito espaçadas na selva, as quais foram presa fácil para pragas agrícolas, principalmente micro-organismos do gênero Microcyclus, que dizimaram as plantações.

### Revolta
Com o passar do tempo, os empregados ficaram insatisfeitos com regras que, na época, eram muito novas para os trabalhadores da região, como sirenes, relógios de ponto e regras de comportamento.
Os trabalhadores das plantações recebiam uma alimentação típica norte-americana, como hambúrgueres - da qual se cansaram -, instalados em habitações também ao estilo norte-americano, obrigados a usar crachás e comandados em um estilo a que não estavam habituados, o que causava conflitos e baixa produtividade. Em 1930, os trabalhadores locais se revoltaram - no refeitório em uma ação conhecida como quebra-panelas - contra gerentes truculentos, que tiveram que se esconder na selva da Amazônia até o exército brasileiro intervir e restabelecer a ordem. Acordos foram feitos sobre o tipo de comida que os trabalhadores seriam servidos.

### Falhas no projeto Ford
O governo brasileiro suspeitava dos investimentos estrangeiros, especialmente na Amazônia, que oferecia pouca ajuda. Ford ainda tentou realocar as plantações em Belterra, mais para o norte, onde as condições para a seringueira eram melhores, mas, a partir de 1945, novas tecnologias permitiam fabricar pneus a partir de derivados de petróleo, o que tornou o empreendimento um total desastre, causando prejuízos de mais de vinte milhões de dólares.

### Fim do projeto
Com o falecimento de Henry Ford, seu neto Henry Ford II assumiu o comando da empresa nos Estados Unidos e decidiu encerrar o projeto de plantação de seringueiras no Brasil. Através do Decreto 8 440 de 24 de dezembro de 1945, o governo federal brasileiro definiu as condições de compra do acervo da Companhia Ford Industrial do Brasil: a Ford foi indenizada em aproximadamente US$ 250 000, e o governo brasileiro assumiu as obrigações trabalhistas dos trabalhadores remanescentes, além de receber seis escolas (quatro em Belterra e duas em Fordlândia); dois hospitais; estações de captação, tratamento e distribuição de água nas duas cidades; usinas de força; mais de 70 quilômetros de estradas; dois portos fluviais; estação de rádio e telefonia; duas mil casas para trabalhadores; trinta galpões; centros de análise de doenças e autópsias; duas unidades de beneficiamento de látex; vilas de casas para a administração; departamento de pesquisa e análise de solo; plantação de 1 900 000 seringueiras em Fordlândia e 3 200 000 em Belterra.

### 1945 - Presente
Após a desativação do projeto, os antigos trabalhadores da Ford preferiram ficar estabelecidos na localidade, visto que era dotada de grande infraestrutura. Isso atraiu também moradores do entorno, que viram a oportunidade de fixar residência na localidade, após o abandono de muitas edificações em boas condições.
A economia de Fordlândia passou a depender, desde então, da agropecuária, do extrativismo e da pesca. O boom agropecuário ocorreu com maior intensidade com a abertura, na década de 1970, da rodovia Cuiabá-Santarém, que trouxe para a região uma nova fronteira agrícola, que atraiu para o entorno de Fordlândia, na década de 2000, as grandes áreas cultivadas de soja, transformando profundamente a economia local.
Embora seja caracterizada na imprensa como "cidade fantasma" - metáfora por ter sido abandonada pelos funcionários deixando galpões e maquinário inutilizados - o distrito possui moradores fixos e permanentes. Em 2010 o IBGE contabilizou cerca de 1 200 residentes somente na vila.

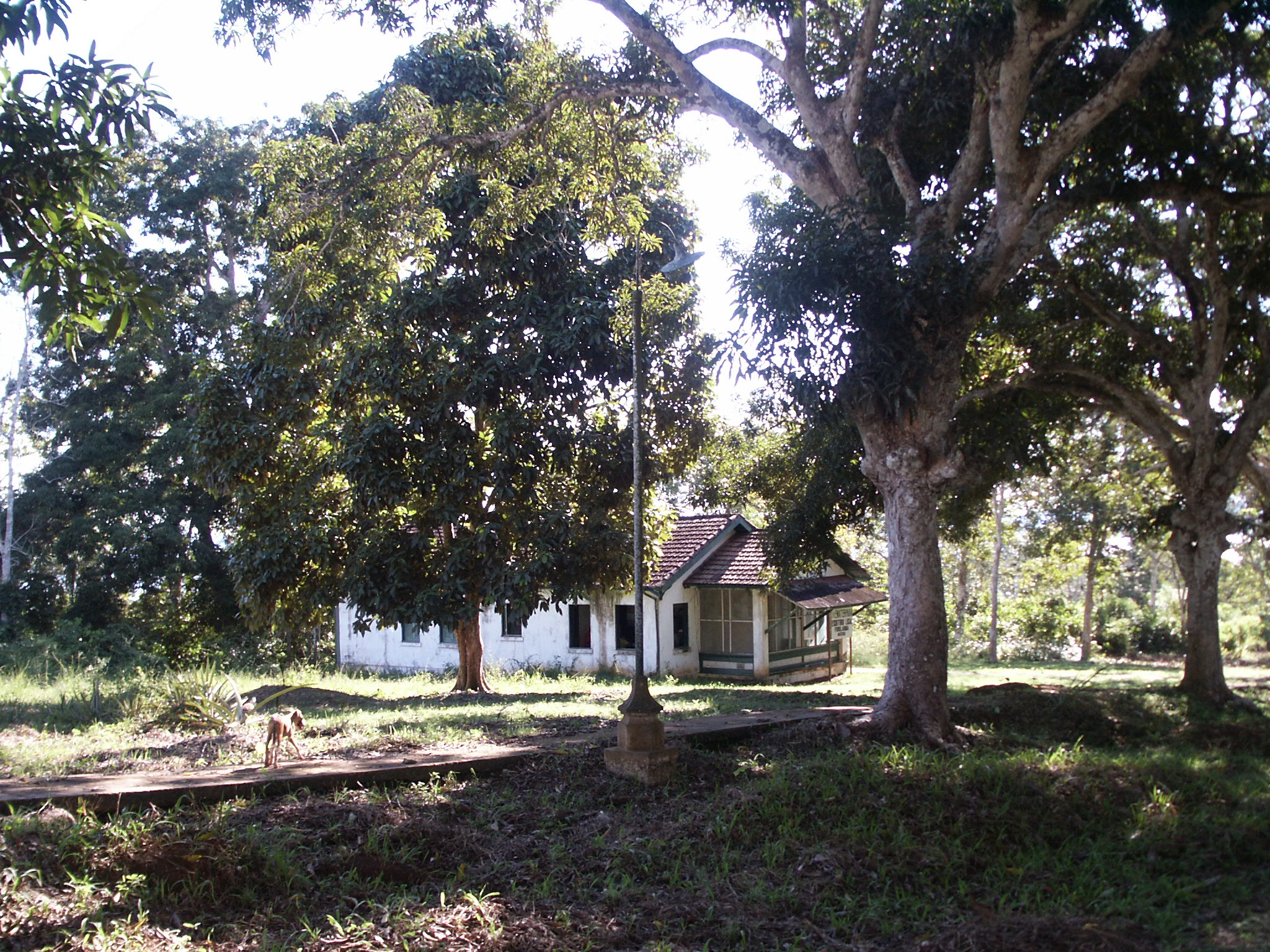
Ruínas de Fordlândia, por volta de 2005

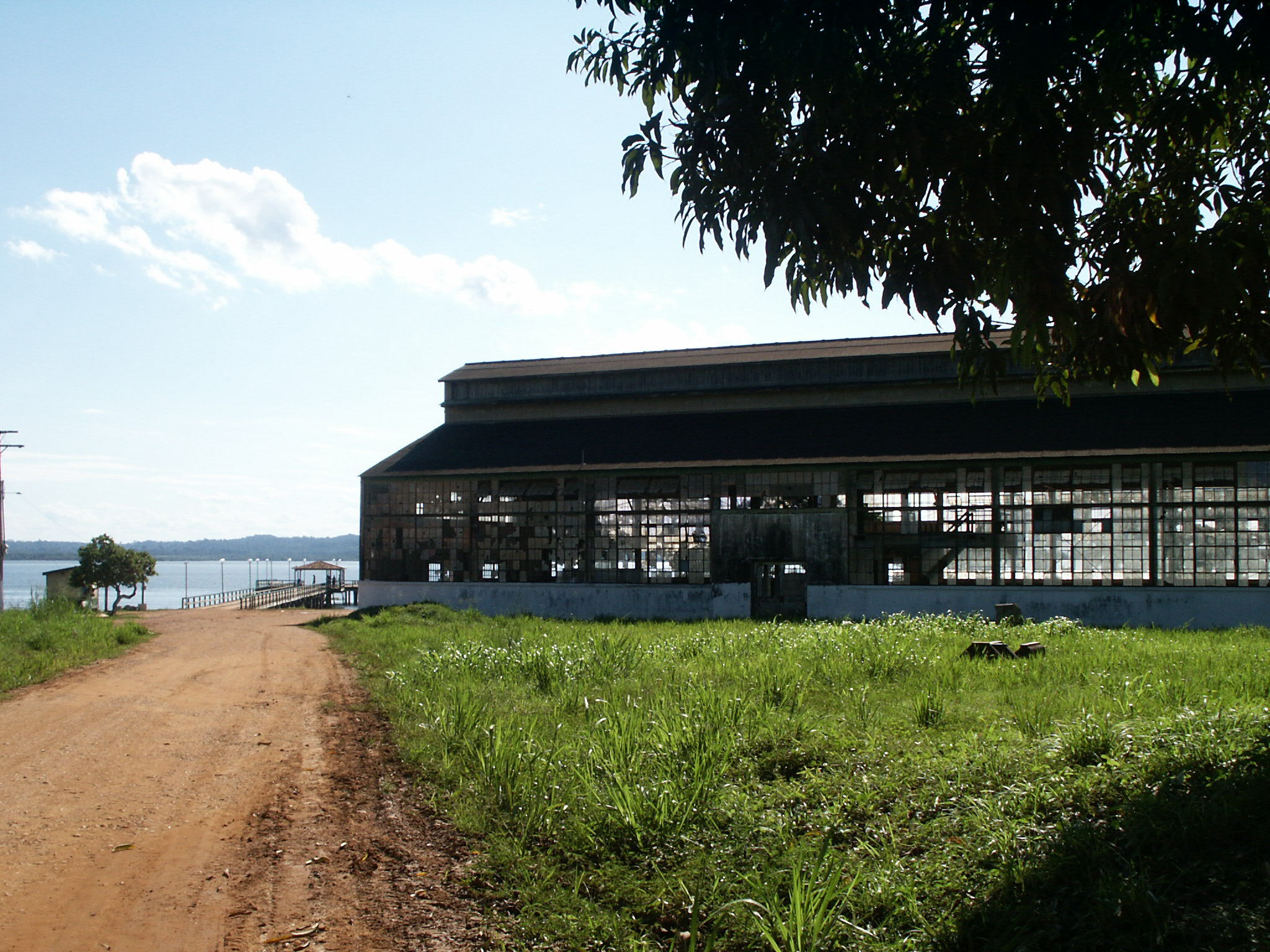
Ruínas de Fordlândia, por volta de 2005.

## Instalações

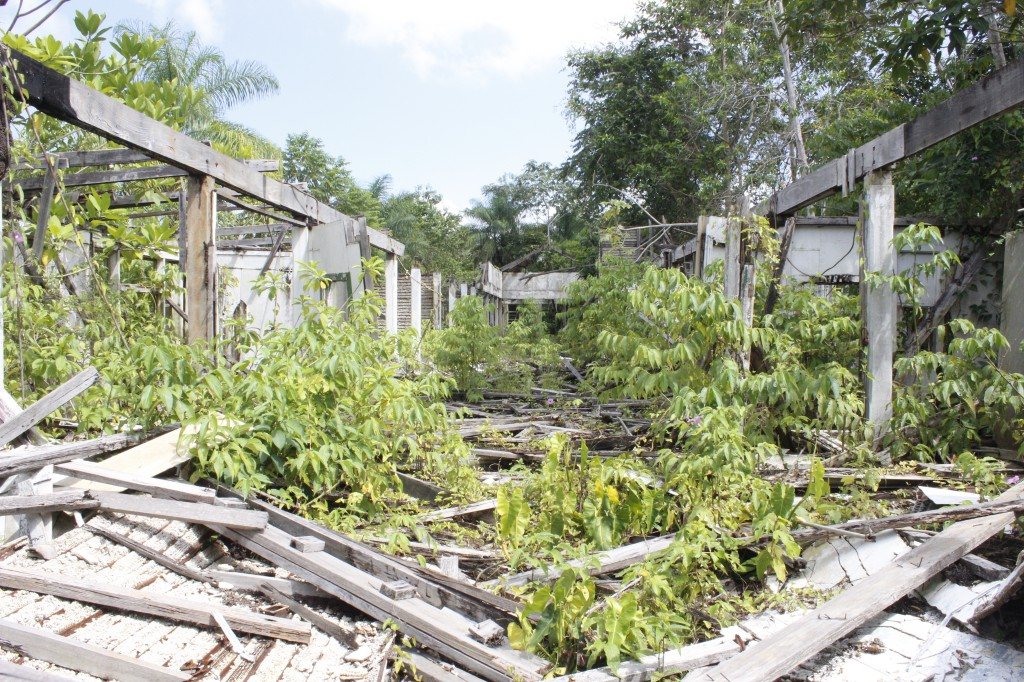
A maioria dos prédios originais ainda está de pé, com exceção do hospital, que foi desmontado por saqueadores.

### Torre de água
Considerada o símbolo de Fordlândia, a torre de água com seus os 50 metros de altura foi construída como a maioria dos equipamentos da cidade, em Michigan e trazido para Fordlândia em navio mercante. A torre de água, estação de tratamento de água e todas as suas canalizações originais ainda estão operacionais.

### Hospital
O Hospital Fordlândia foi desmontado completamente depois que as pessoas retiraram todo o seu conteúdo. O hospital foi deixado intacto até o final dos anos 2000, quando saqueadores desmontaram completamente o hospital e removeram seu conteúdo.
Antes de ser desmontado, várias controvérsias ocorreram em relação às máquinas de raios X do hospital. Como relatou uma estação de TV local, várias caixas marcadas contendo material radioativo foram deixadas para trás. Isso gerou temores de contaminação entre a população das cidades vizinhas, com muitas citações sobre o acidente de Goiânia com césio-137, fazendo com que as autoridades retirassem os materiais após protestos.

### Serraria
A cidade possuía uma serraria responsável pelo fornecimento de madeira para todas as obras ao redor. A serraria e o forno ainda estão de pé; no entanto, a maioria dos equipamentos sumiu.

### Workshop
A oficina da cidade era um depósito de três andares responsável pela fabricação de peças para as máquinas que operavam na cidade. Ele ainda está de pé e tem a maior parte do equipamento original. Agora é usado como um depósito onde a maioria dos artefatos da era Ford são mantidos. Camas hospitalares, equipamentos, um caixão de chumbo e peças de uma máquina de raios-X estão armazenados neste depósito.
O segundo andar do armazém foi autorizado a ser utilizado para o processamento de sementes para um projeto comunitário. O óleo extraído dessas sementes acelerou muito o apodrecimento do piso de madeira, que entrou em colapso em algumas áreas.

### American Village
As seis casas da American Village ainda tinham seus móveis originais, talheres e até roupas que ficaram para trás quando a cidade estava deserta. As casas foram reivindicadas por habitantes locais e a maioria dos itens foram vendidos ou levados como lembranças. Uma das casas foi perdida em um incêndio.

## Representações na cultura
Fordlândia não foi completamente esquecida. Músicos e escritores já destacaram a utopia de Ford em suas obras. A cantora e compositora Kate Campbell, por exemplo, imortalizou Fordlândia e sua decadência em seu álbum de 2008 "Save the Day". No nesmo ano, o compositor islandês Jóhann Jóhannsson lançou um álbum intitulado Fordlândia.
Na literatura, o historiador da Universidade de Nova Iorque Greg Grandin lançou o livro "Fordlândia – A ascensão e a queda da cidade perdida na selva de Henry Ford", considerado um dos cem melhores livros publicados em 2009 (no ranking do The New York Times). Além disso, um documentário sobre a cidade também foi desenvolvido pelos brasileiros Marinho Andrade e Daniel Augusto. O escritor argentino Eduardo Sguiglia lançou o livro "Fordlândia" (Editora Iluminuras, 1997), escolhido como um dos quatro melhores trabalhos de ficção pela The Washington Post (2000).
Em 2017, estreou o documentário brasileiro-estadunidense Muito além da Fordlândia, que aborda o legado da experiência social de Ford.